# ラダメル・ファルカオ
ラダメル・ファルカオ・ガルシア・サラテ（Radamel Falcao García Zárate, 1986年2月10日 - ）は、コロンビア・サンタ・マルタ出身のサッカー選手。カテゴリア・プリメーラA・ミジョナリオスFC所属。元コロンビア代表。ポジションはFW。
UEFAヨーロッパリーグで2度の得点王に輝き、コロンビア代表の歴代通算最多得点記録を保持するコロンビア屈指のストライカーである。

## クラブ経歴

### リーベル・プレート
幼少期はファイル・プライというサッカーチームでプレーし、その後トゥンハにあるランセロス・ボヤカの下部組織に入団。U-17コロンビア代表でプレーしていた15歳の時にアルゼンチンのリーベル・プレートに引き抜かれた。プロデビュー前にブエノスアイレスにあるパレルモ大学に入学し、ジャーナリズムを専攻した。
19歳だった2005年3月6日、レイナルド・メルロ監督率いるトップチームで出場機会が訪れ、インスティトゥート・デ・コルドバ戦でデビューしてその試合で2得点を決める順調なスタートを切ると、アペルトゥーラ2005シーズンは7試合で7得点を挙げて高評価を得た。2005年シーズンは11試合に出場して7得点し、そのうちの4得点はレオナルド・アストラーダに代わって途中出場してからの得点であった。しかし、サン・ロレンソとの試合中に右足靭帯を負傷し、2006年1月にもプレシーズンの練習中に同じ箇所を負傷して怪我を悪化させた。長期離脱を余儀なくされ、2006年いっぱいと2007年の前半は以前のコンディションに戻すのに苦しんだ。この時期は彼のキャリアの中で最も困難な時期であり、2006-07シーズンは25試合に出場して3得点しか挙げられなかった。2007年後半には先発メンバーに復帰し、9月27日のコパ・スダメリカーナ・ボタフォゴ戦ではハットトリックを達成した。2人が退場処分を受けて劣勢だったが、彼の得点で息を吹き返し、準々決勝進出を決めた。同大会準々決勝・デフェンソール・スポルティング戦ではロングシュートを決め、準決勝進出を決めた。10月7日には、ボカ・ジュニアーズとのスーペルクラシコで初めての得点を決めた。この年の特筆すべきパフォーマンスから、エル・パイス紙による南米年間ベストイレブンに選ばれ 、南米年間最優秀選手投票でも5位に入った。
2008年1月にはスペインのデポルティーボ・ラ・コルーニャが800万ユーロ（1250万ドル）と報道されている移籍金で獲得を試みたが、クラブがこのオファーを拒否した。ファルカオはディエゴ・シメオネ監督の下でプレーを続け、クラウスーラ2008では初めてのリーグ優勝を果たした。本来のポジションはセンターフォワードであるが、シメオネ監督が採用した4-2-3-1フォーメーションでは攻撃的ミッドフィールダー3人の中央にも適合した。このポジションでは得点機会が減少したが、チームの中心としてボールに絡む回数が多くなった。それでもアペルトゥーラ2008期間中にはリーグ戦で6得点・コパ・リベルタドーレスで4得点の計10得点を挙げてチーム内得点王となった。2007-08シーズンの通算では全公式戦を通じて35試合に出場して19得点し、やはりチーム内得点王となった。シメオネ監督の2シーズン目はクラブ史上初めて最下位に終わり、長い歴史の中でも最悪のシーズンとなった。できの悪いチームの中では最も堅実な選手のひとりであったが、わずか6得点しか挙げることができなかった。シメオネ監督が退いてネストル・ゴロシート監督が就任すると、ファルカオは調子を取り戻し、公式戦21試合で10得点を挙げた。2008-09シーズンを通じて38試合に出場して16得点を挙げ、再びチーム内得点王となった。

### ポルト

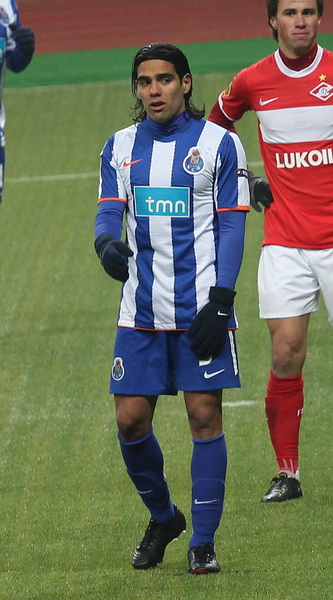
ポルトでプレーするファルカオ (2011年)

#### 2009-10シーズン
2009年7月15日、リサンドロ・ロペスをリヨンに放出したことで前線が手薄になっていたスーペル・リーガのFCポルトに移籍した。ポルトのライバルのベンフィカも彼の獲得を狙っており、契約間近でライバルチームにファルカオをさらわれたため、ベンフィカの衝撃は大きかった。8月16日、シーズン開幕戦のパソス・デ・フェレイラ戦でデビューし、その試合で初得点も決めて1-1の引き分けに持ち込んだ。2節のナシオナル戦、3節のナヴァル戦、4節のレイションイス戦と開幕から4戦連続得点した。9月15日、UEFAチャンピオンズリーグのチェルシー戦（アウェー、0-1）で同大会初出場を果たした。6節のベンフィカとの重要な一戦（ホーム）ではヘディングで決勝点を決め、1-0での勝利に貢献した。ベンフィカ戦の4日後の9月30日には、UEFAチャンピオンズリーグのアトレティコ・マドリード戦（ホーム）で同大会初得点を決め、アウェーでのAPOEL戦やアウェーでのアトレティコ・マドリード戦と合わせてグループリーグで計3得点している。
2010年2月2日、タッサ・デ・ポルトガル準々決勝のベンフィカ戦では2得点を挙げた。同月に行われたUEFAチャンピオンズリーグ決勝トーナメント1回戦アーセナル戦1stレグではGKウカシュ・ファビアンスキのミスからフリーキックを得て、早いリスタートから決勝点を決めたが、これは彼の大会通算4点目だった。4月3日、マリティモ戦では2得点し、20得点で得点ランキングの首位に立った。その後の試合で5点を加え、25得点でシーズンを終えたが、ベンフィカのオスカル・カルドソに1得点差で得点王を逃した。シーズン最終戦となったタッサ・デ・ポルトガル決勝のGDシャヴェス戦でも得点し、2-1の勝利で優勝を飾った。公式戦を通じてシーズン34得点を決め、シーズン終了後にはリヴァプール、バレンシア、ミラン、トッテナムなどのクラブから興味を持たれた。

#### 2010-11シーズン

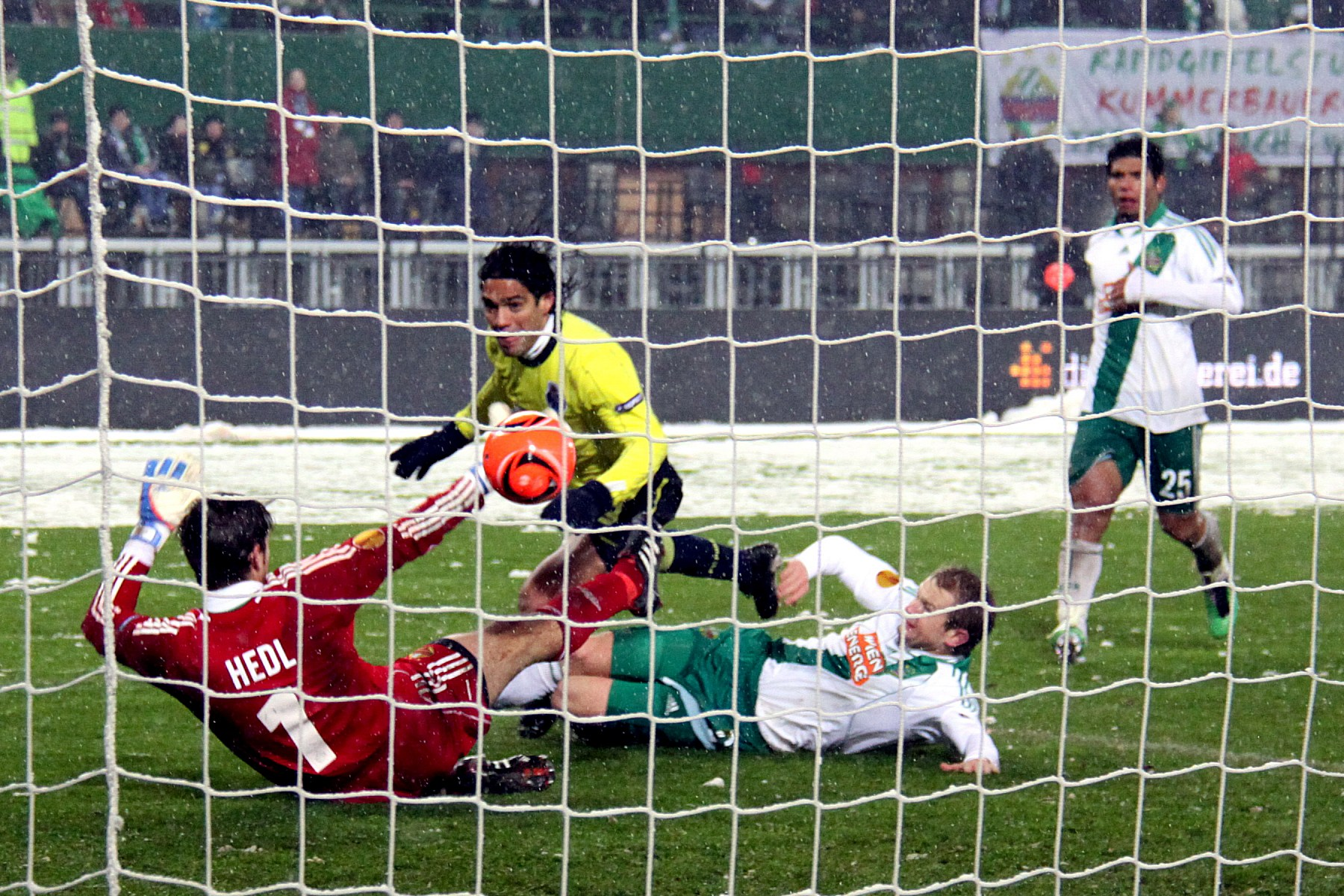
UEFAヨーロッパリーグ・ラピード・ウィーン戦でゴールを決めるファルカオ（2010年）

2010年8月8日のスーペルタッサ・カンディド・デ・オリベイラ、ベンフィカ戦 (2-0) で1得点を挙げてタイトルを獲得した。8月22日のベイラ・マル戦ではリーグ戦シーズン初得点を含む2得点を挙げ、11月7日のベンフィカ戦 (5-0) でも2点を奪った。12月2日のUEFAヨーロッパリーグ・ラピード・ウィーン戦ではポルト移籍後初のハットトリックを達成し、得点ランキング首位に浮上した。2011年4月7日、同大会準々決勝のスパルタク・モスクワ戦 (5-1) でもハットトリックを達成し、二桁得点に乗せて得点ランキング首位を堅持した。リーグ戦では25節のベンフィカ戦 (1-1) で早々とリーグ優勝を決め、ファルカオはその試合でペナルティキックを獲得した。その後ヨーロッパリーグでは準決勝1stレグのビジャレアル戦で自身初の4得点を挙げ、大会通算15得点とし、UEFAカップ時代の1995-96シーズンにユルゲン・クリンスマンが記録した大会記録に並んだ。続く2ndレグでも1得点を挙げ、大会記録を更新した。決勝のブラガ戦でも得点し、最終的に17得点という記録を樹立した。

### アトレティコ・マドリード

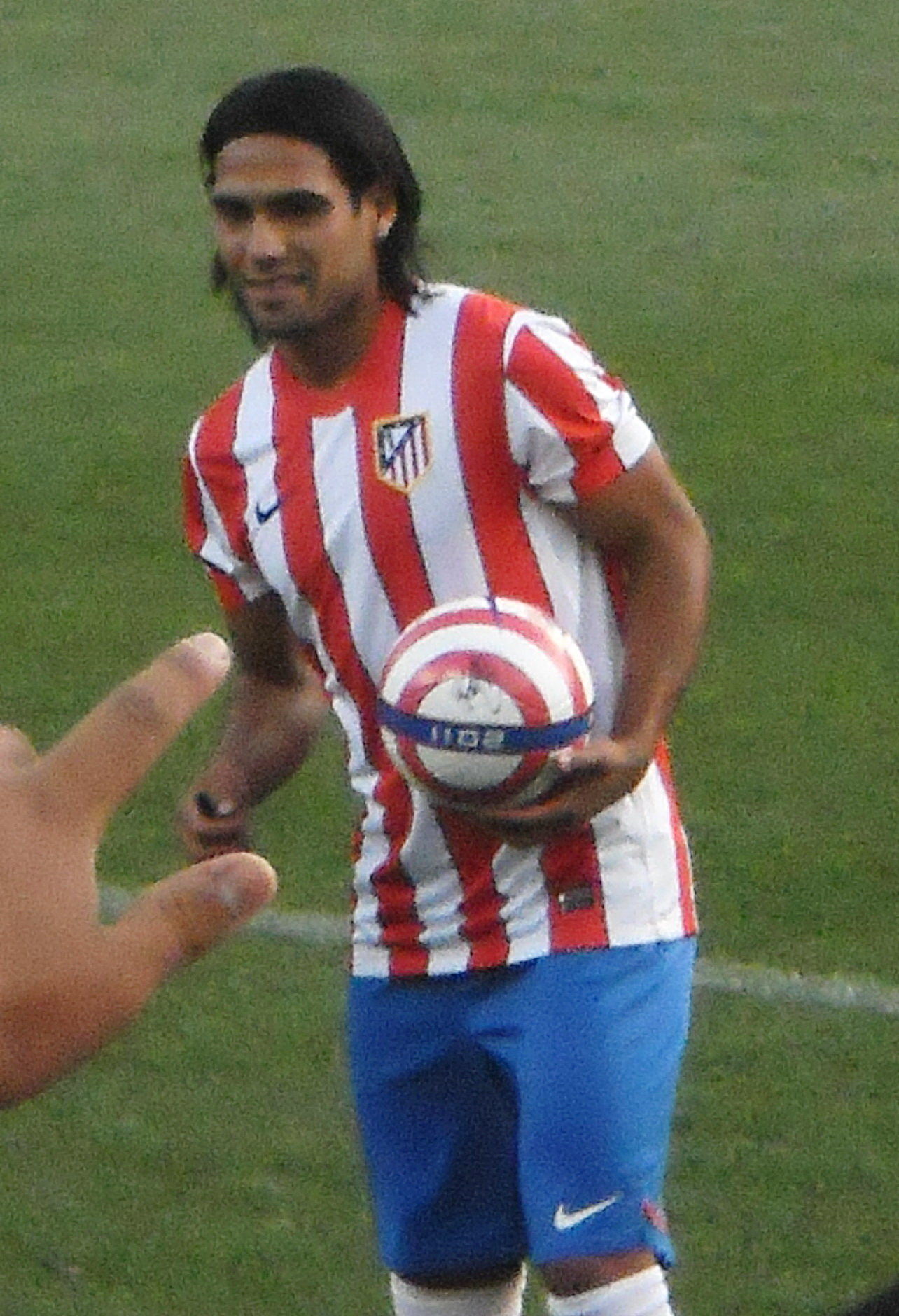
アトレティコ時代（2012年）

#### 2011-12シーズン
2011年8月にセルヒオ・アグエロの後釜を探すアトレティコ・マドリードにクラブ史上最高額となる移籍金4000万ユーロ、5年契約で移籍。9月10日、バレンシア戦 (0-1) でデビューを果たし、2012年1月21日、レアル・ソシエダ戦 (4-0) でハットトリックを記録した。
2月16日、UEFAヨーロッパリーグのラツィオ戦 (3-1) では2得点を記録しチームのラウンド16進出に貢献した。ラウンド16、ベシクタシュ戦 (3-0) の2ndレグでは1ゴールを記録し、トータルスコア (6-1) で勝利した。 3月21日、アスレティック・ビルバオ戦 (2-1) で2ゴールを記録した。ヨーロッパリーグ準々決勝のハノーファー96戦では1stレグ、2ndレグ共に得点しチームの準決勝進出に貢献した。
4月11日、レアル・マドリードとのマドリードダービーに初出場し、チーム唯一の得点を記録したが (1-4) で敗戦した。ヨーロッパリーグ準決勝のバレンシア戦 (4-2) で2得点を記録し、決勝進出に貢献。2012年5月9日、決勝戦のアスレティック・ビルバオ戦 (3-0) で先制の2ゴールを記録し、ポルト時代に続いての2季連続のヨーロッパリーグ制覇を成し遂げ、また自身も2季連続得点王に輝いた。リーグ戦ではリオネル・メッシとクリスティアーノ・ロナウドに次ぐ得点ランキング3位となる24得点を記録した。

#### 2012-13シーズン
2012-13シーズンのリーグ戦第2節、ヨーロッパリーグ決勝の相手となったアスレティック・ビルバオ戦 (4-0) でハットトリックを記録。8月31日、UEFAスーパーカップのチェルシー戦 (4-1) でもハットトリックを記録しチームのタイトル獲得に大きく貢献した。12月9日、デポルティーボ・ラ・コルーニャ戦 (6-0) では1試合5得点を記録した。UEFAヨーロッパリーグはラウンド32まで進出したが、ルビン・カザンにトータルスコア (1-2) で敗れ大会を去ることとなった。コパ・デル・レイでは決勝まで進出し、決勝戦のレアル・マドリードとのマドリードダービーではジエゴ・コスタのゴールをアシストし、延長戦の末14年ぶりとなるダービー勝利 (2-1) を果たし優勝した。

### モナコ
レアル・マドリードやチェルシー、マンチェスター・シティ、マンチェスター・ユナイテッドといったスペイン国内外の強豪が獲得に動いたが、2013年5月31日にモナコに5年契約で移籍した。移籍金は6000万ユーロともいわれる。
2014年1月22日、対モンドール・アゼルグ・フット戦（○3-0、フランス杯）でラフプレーを受けて左膝前十字靭帯を損傷する重症を負った。その試合から3日後の25日に行なわれた手術が成功したものの、全治6ヶ月から7ヶ月の重傷であったため、ブラジルワールドカップまでの復帰に間に合わず、最終登録期限において選出外となった。

### マンチェスター・ユナイテッド
2014年9月2日、マンチェスター・ユナイテッドに期限付き移籍した。買取オプションが付与されている。背番号は9番。ルイ・ファン・ハール監督の下で29試合に出場し、エバートン、アストン・ヴィラ、ストーク・シティ、レスター・シティ戦で4得点を挙げた。しかし、マンチェスター・ユナイテッドでは負傷の影響もあり活躍ができず、2014-15シーズン終了後の完全移籍のオプションを行使しないことをマンチェスター・ユナイテッドは発表した。

### チェルシー

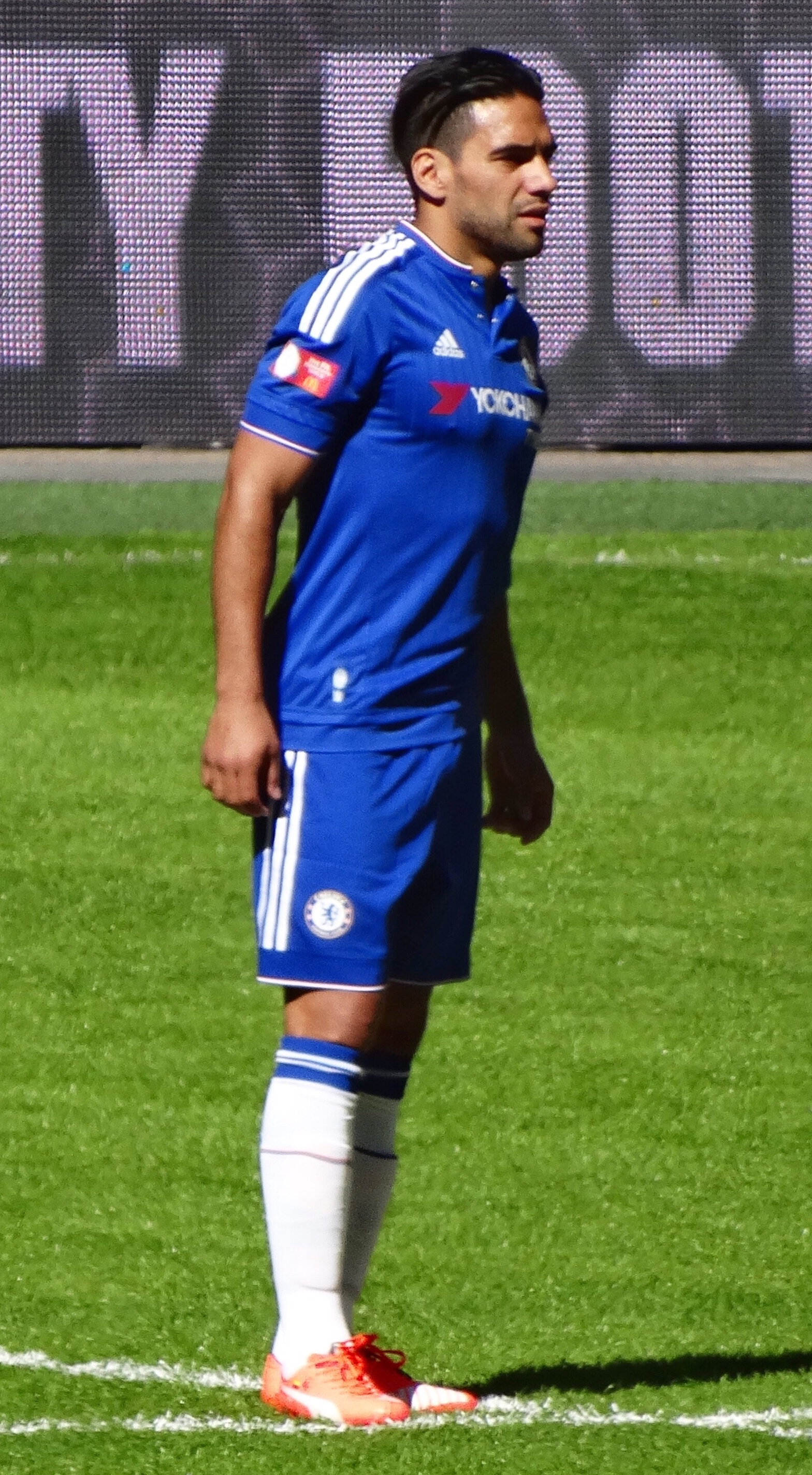
チェルシーでのファルカオ

2015年7月3日、チェルシーに期限付き移籍した。背番号は9番。シーズン序盤は交代出場で出場機会を得ていたが、2015年10月末のリヴァプール戦を最後に負傷離脱を強いられた。2016年4月9日のスウォンジー・シティ戦では約5カ月ぶりの復帰を果たしたものの、それがチェルシーでの最後の出場となった。合計ではリーグ戦10試合に出場して1ゴールと活躍できず、2016年7月1日に契約満了に伴い退団したことをクラブ公式サイトで発表された。

### モナコ復帰

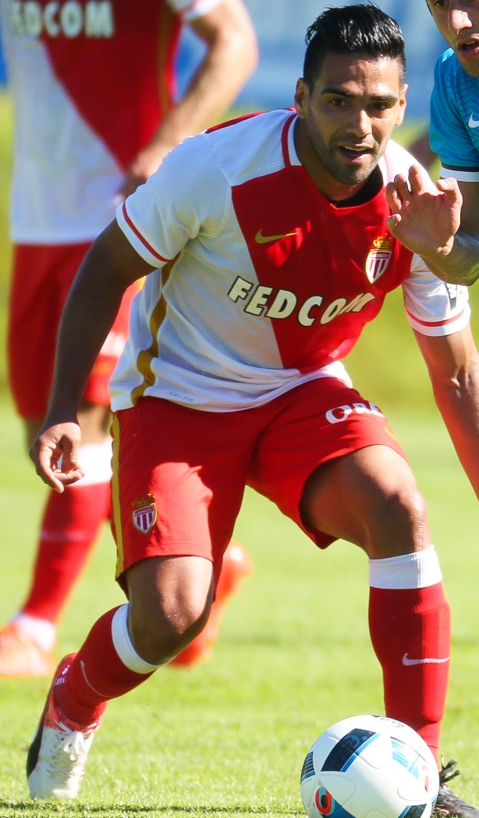
モナコでのファルカオ（2016年）

2016-17シーズンはモナコへ復帰した。2016年12月のボルドー戦でハットトリックを達成した。2017年2月21日のチャンピオンズリーグ・ラウンド8のマンチェスター・シティFC戦ではPKを失敗したが、2得点を決めた。2017年4月19日のチャンピオンズリーグ準々決勝のボルシア・ドルトムント戦では、チームを2004年以来の準決勝に導くゴールを決めた。2016-17シーズンはリーグ戦29試合21得点とモナコのリーグ・アン優勝に貢献、チャンピオンズリーグでは10試合7得点、トータルでは43試合30得点を挙げた。
2017-18シーズン、開幕節のデジョンFCO戦でいきなりハットトリックの活躍をみせた。

### ガラタサライ

#### 2019-20シーズン
2019年9月2日、ガラタサライSKと3年契約を締結したことが発表された。
前日にイスタンブール・アタテュルク空港で2万5千人以上のファンに迎えられ、9月13日のカスムパシャSK戦（1-0）でデビューするとゴールを決めた。12月17日のテュルキエ・クパスのトゥズラスポル戦（4-0）では、0-2で敗れた1stレグの結果を覆すためのゴールを決めた。さらに、28日にはアンタルヤスポル戦（5-0）で移籍後初の2ゴールを挙げた。

#### 2020–21シーズン
2020年9月12日、ガズィアンテプFKとのリーグ開幕戦で2ゴールと1アシストを記録しシーズンをスタートさせた。2021年4月11日、ファルカオはトレーニング中にケレム・アクトゥルコールと正面衝突して病院に搬送された。彼は顔面骨折と診断され、2週間後にフェイスガードを着用してトレーニングに復帰した。
ガラタサライでも怪我に悩まされ、ファルカオは49試合（2019-20シーズンに24試合、2020-21シーズンに25試合）を欠場した。

### ラージョ・バジェカーノ
2021年9月4日、ラージョ・バジェカーノと契約した。ラージョ1年目はディフェンダーが着用することが多い背番号「3」をフラン・ガルシアから譲り受け、フラン・ガルシアは代わりに「33」を背負った。この数字は、2019年に亡くなったファルカオの父が着用していた番号であり、彼に敬意を表しての選択だった。
リーグ第5節ヘタフェ戦にて交代出場から約10分後にゴールを決める公式戦デビューを果たすと、第11節バルセロナ戦（1-0）では決勝ゴールを決め、この試合後にバルセロナを率いていたロナルド・クーマン監督は解任された。第13節レアル・マドリード戦では途中出場して僅か5分足らずでゴール挙げるなど活躍を披露したが、その試合で負傷し約1ヵ月の離脱することとなってしまった。
2023年9月30日、RCDマジョルカ戦で後半80分から出場したファルカオはアディショナルタイムにPKを決めて約1年ぶりの公式戦での得点を挙げた。9月に出場したのはこの10分のみだったが、ファルカオはサポーターが選ぶこの月のクラブ月間最優秀選手に選ばれた。

### ミジョナリオス
2024年6月、母国コロンビアのミジョナリオスFCに加入。自身初の母国トップリーグでプレーすることになった。
コロンビアを離れたときから、いつかこの国に戻ってプレーしたいと思っていたし、特にミジョナリオスは子供の頃から憧れていた。これまでにもコロンビアに戻る機会はあったが、ここでは一度もプレーしたことがなかった。それが自分のキャリアに足りなかった部分だと思う。—ラダメル・ファルカオ

## 代表経歴

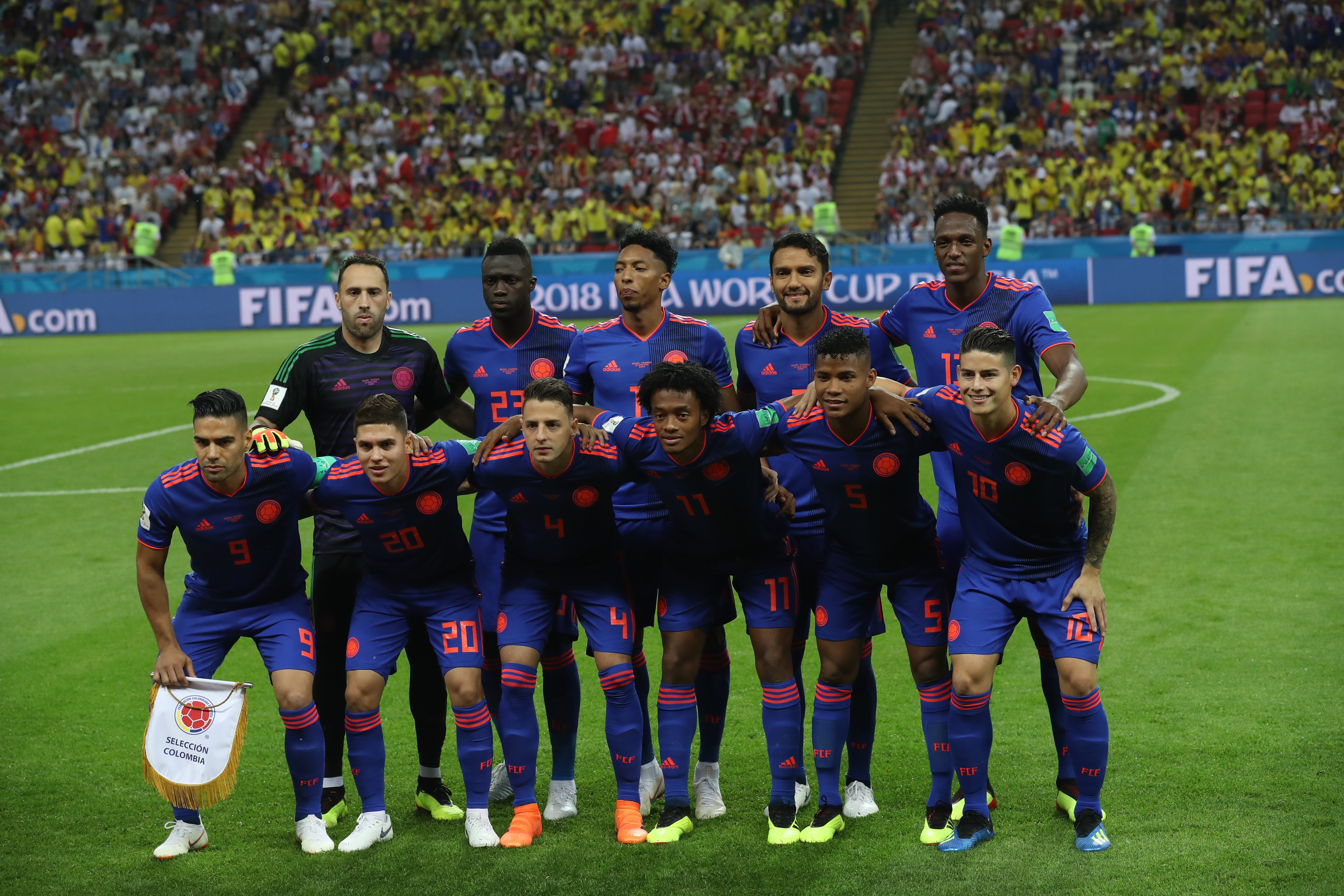
コロンビア代表でのファルカオ（左下）

2005年にコロンビア代表デビューした。2007年のキリンカップで来日し、日本戦に途中出場した。モンテネグロ戦 (1-0) ではこの大会チーム唯一の得点となる代表初得点を決めた。CAリーベル・プレートでの好調からコロンビア代表でも一定の地位を確保し、2010 FIFAワールドカップ・南米予選全試合に招集された。2009年6月10日、2010 FIFAワールドカップ・南米予選のペルー戦 (1-0) で決勝点を挙げた。
2013年10月11日の2014 FIFAワールドカップ・南米予選のチリ戦では、後半30分1-3のビハインドから2得点を挙げて引き分けとし、コロンビアの4大会ぶりのワールドカップ出場決定に大きく貢献した。しかし、2014年、負傷の完治が最終登録期限に間に合わずワールドカップ本戦には選出外となった。
2015年、コパ・アメリカ2015でコロンビアのキャプテンとして出場するも、準々決勝でアルゼンチンにPK戦の末に敗れた。
2017年6月7日のスペインとの親善試合で代表通算26得点目を挙げ、コロンビア代表の最多得点記録を更新した。

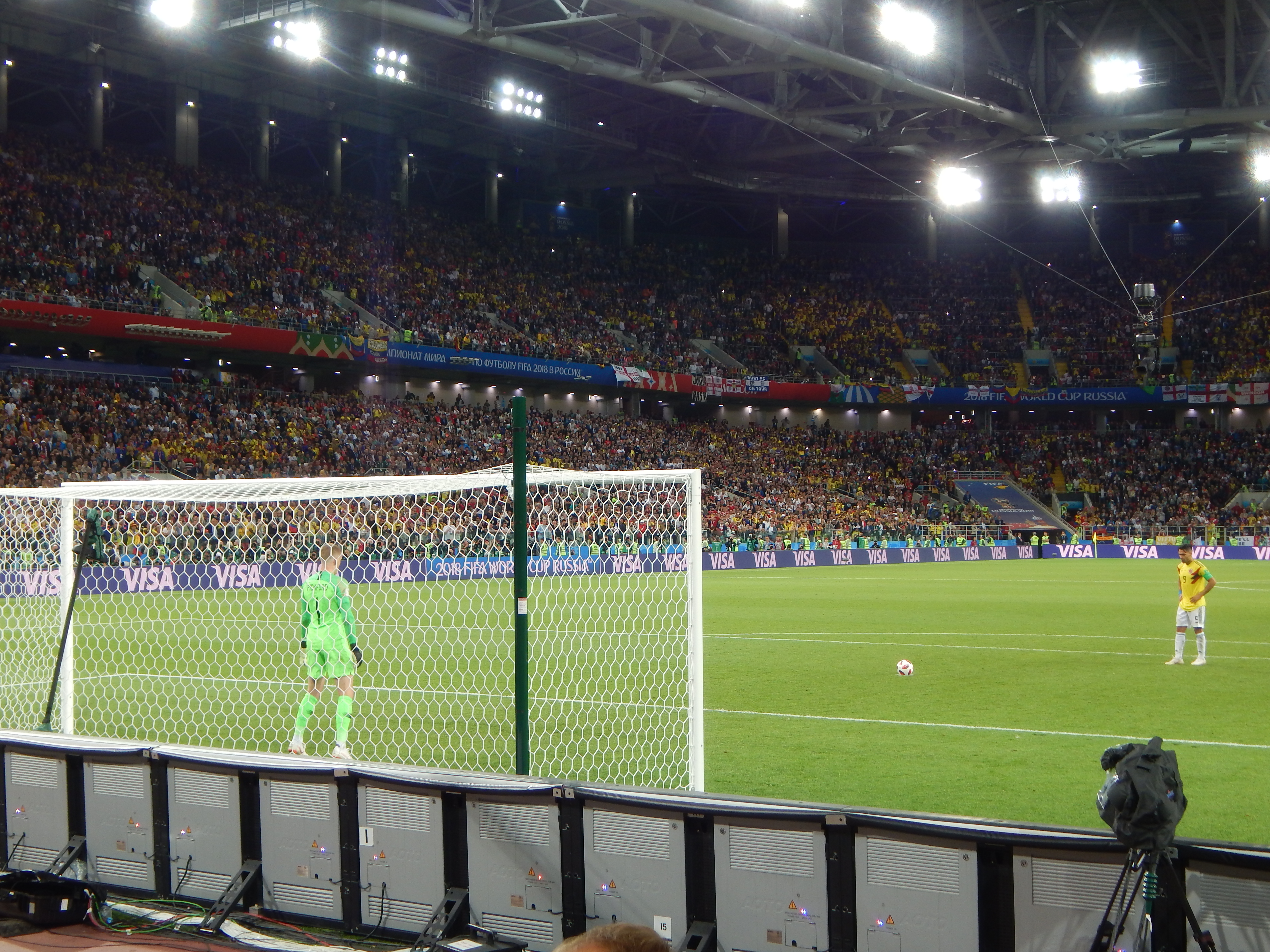
ロシアW杯・イングランド戦でPKを蹴る直前

2018 FIFAワールドカップロシア大会、グループリーグ第1戦日本戦でワールドカップ初出場を果たし、第2戦ポーランド戦ではゴールを決める活躍を見せた。
ラウンド16でイングランドと対戦すると、1-1のままPK戦に突入しファルカオは最初のキッカーとして成功させるもマテウス・ウリベとカルロス・バッカが失敗したこともありコロンビアはベスト16で敗退した。

## プレースタイル
左右両足から非常に高い精度のシュートを放つことができる。ファルカオ本人は自らの長所をポジショニングと瞬発力であると考えており、またヘディングに関しては「大の得意」と自信を持っている。
元レアル・マドリードのイバン・サモラーノは、リオネル・メッシやクリスティアーノ・ロナウド、ウェイン・ルーニーらを「新時代のストライカー」と表現したのに対し、ファルカオを「世界で最後の偉大な典型的センターフォワード」と評した。パウロ・フットレもまた、メッシやロナウドとは違う、よりクラシックなストライカーであると語っている。

## 人物
- ミドルネームのファルカオと呼ばれることを好む。この名前は1980年代に活躍したブラジル代表MFパウロ・ロベルト・ファルカンからとって名づけられた。El Tigre（エル・ティグレ、虎）というニックネームで呼ばれることもある[27]。
- キリスト教徒であり[76]、暇な時間には聖書を読むことを欠かさない[73]。
- サッカーへの真摯な姿勢とプロ精神を学んだとして、リーベル・プレート時代とアトレティコ時代に指導を受けたディエゴ・シメオネを自身の人生に大きな影響を与えた人物に挙げている[77]。
- 父親のラダメル・ガルシアもサッカー選手であり、コロンビアでディフェンダーとしてプレーした。
- 2014年6月、アメリカの経済誌フォーブスは世界のアスリートの年収を公表した。ファルカオの年収は3540万ドル（約36億円）であり、世界のアスリートの中で15位。サッカー選手の中ではクリスティアーノ・ロナウド、リオネル・メッシ、ズラタン・イブラヒモヴィッチ、ガレス・ベイルに次ぐ5位[78]。
- 幼少期はベネズエラに住んでいたこともあり、野球もプレーしていた。本人は「ベネズエラにいたら、サッカーではなく野球を選んでいただろう」｢もしサッカー選手を引退して野球選手に転向したらマイケル・ジョーダンみたいになれるだろ⁉︎｣と語っている[79]。
- 2017年5月、ESPNは世界で最も有名なアスリート100人を発表し、46位に選出された。サッカー選手としては17位[80]。

## 個人成績
2024年10月27日現在
| クラブ                   | シーズン | リーグ戦                 | リーグ戦 | リーグ戦 | カップ戦 | カップ戦 | リーグ杯 | リーグ杯 | 国際大会 | 国際大会 | その他 | その他 | 通算 | 通算 |
| クラブ                   | シーズン | ディビジョン             | 出場     | 得点     | 出場     | 得点     | 出場     | 得点     | 出場     | 得点     | 出場   | 得点   | 出場 | 得点 |
| ------------------------ | -------- | ------------------------ | -------- | -------- | -------- | -------- | -------- | -------- | -------- | -------- | ------ | ------ | ---- | ---- |
| ランセロス・ボヤカ       | 1999     | カテゴリア・プリメーラB  | 1        | 0        | —        | —        | —        | —        | 0        | 0        | —      | —      | 1    | 0    |
| ランセロス・ボヤカ       | 2000     | カテゴリア・プリメーラB  | 10       | 2        | —        | —        | —        | —        | 0        | 0        | 0      | 0      | 10   | 2    |
| ランセロス・ボヤカ       | 通算     | 通算                     | 11       | 2        | —        | —        | —        | —        | 0        | 0        | 0      | 0      | 11   | 2    |
| リーベル・プレート       | 2004-05  | プリメーラ・ディビシオン | 4        | 0        | —        | —        | —        | —        | 0        | 0        | —      | —      | 4    | 0    |
| リーベル・プレート       | 2005-06  | プリメーラ・ディビシオン | 7        | 7        | —        | —        | —        | —        | 0        | 0        | —      | —      | 7    | 7    |
| リーベル・プレート       | 2006-07  | プリメーラ・ディビシオン | 20       | 3        | —        | —        | —        | —        | 3        | 0        | —      | —      | 23   | 3    |
| リーベル・プレート       | 2007-08  | プリメーラ・ディビシオン | 27       | 11       | —        | —        | —        | —        | 12       | 8        | —      | —      | 39   | 19   |
| リーベル・プレート       | 2008-09  | プリメーラ・ディビシオン | 32       | 13       | —        | —        | —        | —        | 6        | 3        | —      | —      | 38   | 16   |
| リーベル・プレート       | 通算     | 通算                     | 90       | 34       | —        | —        | —        | —        | 21       | 11       | —      | —      | 111  | 45   |
| ポルト                   | 2009-10  | プリメイラ・リーガ       | 28       | 25       | 5        | 5        | 2        | 0        | 8        | 4        | 0      | 0      | 43   | 34   |
| ポルト                   | 2010-11  | プリメイラ・リーガ       | 22       | 16       | 3        | 3        | 0        | 0        | 16       | 18       | 1      | 1      | 42   | 38   |
| ポルト                   | 2011-12  | プリメイラ・リーガ       | 1        | 0        | 0        | 0        | 0        | 0        | 0        | 0        | 1      | 0      | 2    | 0    |
| ポルト                   | 通算     | 通算                     | 51       | 41       | 8        | 8        | 2        | 0        | 24       | 22       | 2      | 1      | 87   | 72   |
| アトレティコ・マドリード | 2011-12  | ラ・リーガ               | 34       | 24       | 1        | 0        | —        | —        | 15       | 12       | —      | —      | 50   | 36   |
| アトレティコ・マドリード | 2012-13  | ラ・リーガ               | 34       | 28       | 4        | 2        | —        | —        | 2        | 1        | 1      | 3      | 41   | 34   |
| アトレティコ・マドリード | 通算     | 通算                     | 68       | 52       | 5        | 2        | —        | —        | 17       | 13       | 1      | 3      | 91   | 70   |
| モナコ                   | 2013-14  | リーグ・アン             | 17       | 9        | 2        | 2        | 0        | 0        | —        | —        | —      | —      | 19   | 11   |
| モナコ                   | 2014-15  | リーグ・アン             | 3        | 2        | 0        | 0        | 0        | 0        | —        | —        | —      | —      | 3    | 2    |
| マンチェスター・U        | 2014-15  | プレミアリーグ           | 26       | 4        | 3        | 0        | 0        | 0        | —        | —        | —      | —      | 29   | 4    |
| マンチェスター・U        | 通算     | 通算                     | 26       | 4        | 3        | 0        | 0        | 0        | —        | —        | —      | —      | 29   | 4    |
| チェルシー               | 2015-16  | プレミアリーグ           | 10       | 1        | 0        | 0        | 1        | 0        | 0        | 0        | 1      | 0      | 12   | 1    |
| チェルシー               | 通算     | 通算                     | 10       | 1        | 0        | 0        | 1        | 0        | 0        | 0        | 1      | 0      | 12   | 1    |
| モナコ                   | 2016-17  | リーグ・アン             | 29       | 21       | 2        | 1        | 2        | 1        | 10       | 7        | —      | —      | 43   | 30   |
| モナコ                   | 2017-18  | リーグ・アン             | 26       | 18       | 1        | 0        | 3        | 3        | 5        | 3        | 1      | 0      | 36   | 24   |
| モナコ                   | 2018-19  | リーグ・アン             | 33       | 15       | 1        | 1        | 0        | 0        | 5        | 0        | —      | —      | 39   | 16   |
| モナコ                   | 通算     | 通算                     | 108      | 65       | 6        | 4        | 5        | 4        | 20       | 10       | 1      | 0      | 140  | 83   |
| ガラタサライ             | 2019-20  | スュペル・リグ           | 16       | 10       | 3        | 1        | —        | —        | 3        | 0        | —      | —      | 22   | 11   |
| ガラタサライ             | 2020-21  | スュペル・リグ           | 17       | 9        | 0        | 0        | —        | —        | 1        | 0        | —      | —      | 18   | 9    |
| ガラタサライ             | 2021-22  | スュペル・リグ           | 1        | 0        | 0        | 0        | —        | —        | 2        | 0        | —      | —      | 3    | 0    |
| ガラタサライ             | 通算     | 通算                     | 34       | 24       | 3        | 1        | 0        | 0        | 6        | 0        | —      | —      | 43   | 25   |
| ラージョ                 | 2021-22  | ラ・リーガ               | 22       | 6        | 3        | 0        | —        | —        | —        | —        | —      | —      | 25   | 6    |
| ラージョ                 | 2022-23  | ラ・リーガ               | 27       | 2        | 2        | 0        | —        | —        | —        | —        | —      | —      | 29   | 2    |
| ラージョ                 | 2023-24  | ラ・リーガ               | 22       | 1        | 4        | 3        | —        | —        | —        | —        | —      | —      | 26   | 4    |
| ラージョ                 | 通算     | 通算                     | 71       | 9        | 9        | 3        | —        | —        | —        | —        | —      | —      | 80   | 12   |
| ミジョナリオス           | 2024     | カテゴリア・プリメーラA  | 6        | 1        | 0        | 0        | —        | —        | —        | —        | —      | —      | 6    | 1    |
| ミジョナリオス           | 通算     | 通算                     | 6        | 1        | 0        | 0        | —        | —        | —        | —        | —      | —      | 6    | 1    |
| 総通算                   | 総通算   | 総通算                   | 475      | 228      | 34       | 18       | 8        | 4        | 88       | 56       | 5      | 4      | 610  | 310  |

1. 1 2 3  コパ・リベルタドーレス
2. 1 2 3 4 5  UEFAチャンピオンズリーグ
3. 1 2 3 4  UEFAヨーロッパリーグ
4. 1 2  スーペルタッサ・カンディド・デ・オリベイラ
5. ↑  UEFAスーパーカップ
6. ↑  FAコミュニティ・シールド
7. ↑  トロフェ・デ・シャンピオン
8. ↑  UEFAチャンピオンズリーグ、UEFAヨーロッパリーグ1試合ずつに出場

## 代表歴

### 出場大会
- コロンビア代表
  - 2011年 - コパ・アメリカ2011 (ベスト8)
  - 2015年 - コパ・アメリカ2015 (ベスト8)
  - 2018年 - 2018 FIFAワールドカップ（ベスト16）
  - 2019年 - コパ・アメリカ2019 （ベスト8）

### 試合数
- 国際Aマッチ 104試合 36得点 (2007年 - 2023年)[82]

| コロンビア代表 | 国際Aマッチ | 国際Aマッチ |
| 年             | 出場        | 得点        |
| -------------- | ----------- | ----------- |
| 2007           | 8           | 2           |
| 2008           | 5           | 1           |
| 2009           | 9           | 2           |
| 2010           | 4           | 1           |
| 2011           | 8           | 4           |
| 2012           | 7           | 5           |
| 2013           | 9           | 5           |
| 2014           | 3           | 1           |
| 2015           | 9           | 4           |
| 2016           | 2           | 0           |
| 2017           | 6           | 3           |
| 2018           | 11          | 4           |
| 2019           | 8           | 2           |
| 2020           | 2           | 1           |
| 2021           | 6           | 0           |
| 2022           | 5           | 1           |
| 2023           | 2           | 0           |
| 通算           | 104         | 36          |

### 得点
| #   | 開催年月日     | 開催地                 | 対戦国         | スコア | 結果 | 試合概要                          |
| --- | -------------- | ---------------------- | -------------- | ------ | ---- | --------------------------------- |
| 1.  | 2007年6月3日   | 松本市                 | モンテネグロ   | 1-0    | 1-0  | キリンカップ                      |
| 2.  | 2007年9月8日   | リマ                   | ペルー         | 1-1    | 2-2  | 親善試合                          |
| 3.  | 2008年11月19日 | カリ                   | ナイジェリア   | 1-0    | 1-0  | 親善試合                          |
| 4.  | 2009年6月10日  | メデジン               | ペルー         | 1-0    | 1-0  | 2010 FIFAワールドカップ・南米予選 |
| 5.  | 2009年8月12日  | イーストラザフォード   | ベネズエラ     | 1-1    | 2-1  | 親善試合                          |
| 6.  | 2010年10月9日  | ハリソン               | エクアドル     | 1-0    | 1-0  | 親善試合                          |
| 7.  | 2011年3月26日  | マドリード             | エクアドル     | 1-0    | 2-0  | 親善試合                          |
| 8.  | 2011年7月10日  | サンタフェ             | ボリビア       | 1-0    | 2-0  | コパ・アメリカ2011                |
| 9.  | 2011年7月10日  | サンタフェ             | ボリビア       | 2-0    | 2-0  | コパ・アメリカ2011                |
| 10. | 2011年10月11日 | ラパス                 | ボリビア       | 2-1    | 2-1  | 2014 FIFAワールドカップ・南米予選 |
| 11. | 2012年2月29日  | マイアミ               | メキシコ       | 1-0    | 2-0  | 親善試合                          |
| 12. | 2012年9月7日   | バランキージャ         | ウルグアイ     | 1-0    | 4-0  | 2014 FIFAワールドカップ・南米予選 |
| 13. | 2012年9月11日  | サンティアゴ           | チリ           | 2-1    | 3-1  | 2014 FIFAワールドカップ・南米予選 |
| 14. | 2012年10月12日 | バランキージャ         | パラグアイ     | 1-0    | 2-0  | 2014 FIFAワールドカップ・南米予選 |
| 15. | 2012年10月12日 | バランキージャ         | パラグアイ     | 2-0    | 2-0  | 2014 FIFAワールドカップ・南米予選 |
| 16. | 2013年3月22日  | バランキージャ         | ボリビア       | 4-0    | 5-0  | 2014 FIFAワールドカップ・南米予選 |
| 17. | 2013年6月11日  | バランキージャ         | ペルー         | 1-0    | 2-0  | 2014 FIFAワールドカップ・南米予選 |
| 18. | 2013年10月11日 | バランキージャ         | チリ           | 2-3    | 3-3  | 2014 FIFAワールドカップ・南米予選 |
| 19. | 2013年10月11日 | バランキージャ         | チリ           | 3-3    | 3-3  | 2014 FIFAワールドカップ・南米予選 |
| 20. | 2013年11月14日 | ブリュッセル           | ベルギー       | 1-0    | 2-0  | 親善試合                          |
| 21. | 2014年10月10日 | ハリソン               | エルサルバドル | 1-0    | 3-0  | 親善試合                          |
| 22. | 2015年3月26日  | リファー               | バーレーン     | 2-0    | 6-0  | 親善試合                          |
| 23. | 2015年3月26日  | リファー               | バーレーン     | 3-0    | 6-0  | 親善試合                          |
| 24. | 2015年3月30日  | アブダビ               | クウェート     | 3-1    | 3-1  | 親善試合                          |
| 25. | 2015年6月6日   | ブエノスアイレス       | コスタリカ     | 1-0    | 1-0  | 親善試合                          |
| 26. | 2017年6月7日   | ムルシア               | スペイン       | 2-1    | 2-2  | 親善試合                          |
| 27. | 2017年9月5日   | バランキージャ         | ブラジル       | 1-1    | 1-1  | 2018 FIFAワールドカップ・南米予選 |
| 28. | 2017年10月6日  | バランキージャ         | パラグアイ     | 1-0    | 1-2  | 2018 FIFAワールドカップ・南米予選 |
| 29. | 2018年3月23日  | サン＝ドニ             | フランス       | 2-2    | 3-2  | 親善試合                          |
| 30. | 2018年6月24日  | カザン                 | ポーランド     | 2-0    | 3-0  | 2018 FIFAワールドカップ           |
| 31. | 2018年9月7日   | マイアミガーデンズ     | ベネズエラ     | 1-0    | 2-1  | 親善試合                          |
| 32. | 2018年10月11日 | タンパ                 | アメリカ合衆国 | 3-2    | 4-2  | 親善試合                          |
| 33. | 2019年3月22日  | 横浜市                 | 日本           | 1-0    | 1-0  | 親善試合                          |
| 34. | 2019年6月4日   | ボゴタ                 | パナマ         | 3-0    | 3-0  | 親善試合                          |
| 35. | 2020年10月14日 | サンティアゴ           | チリ           | 2-2    | 2-2  | 2022 FIFAワールドカップ・南米予選 |
| 36. | 2022年11月19日 | フォートローダーデール | パラグアイ     | 2-0    | 2-0  | 親善試合                          |

## タイトル

### クラブ
CAリーベル・プレート

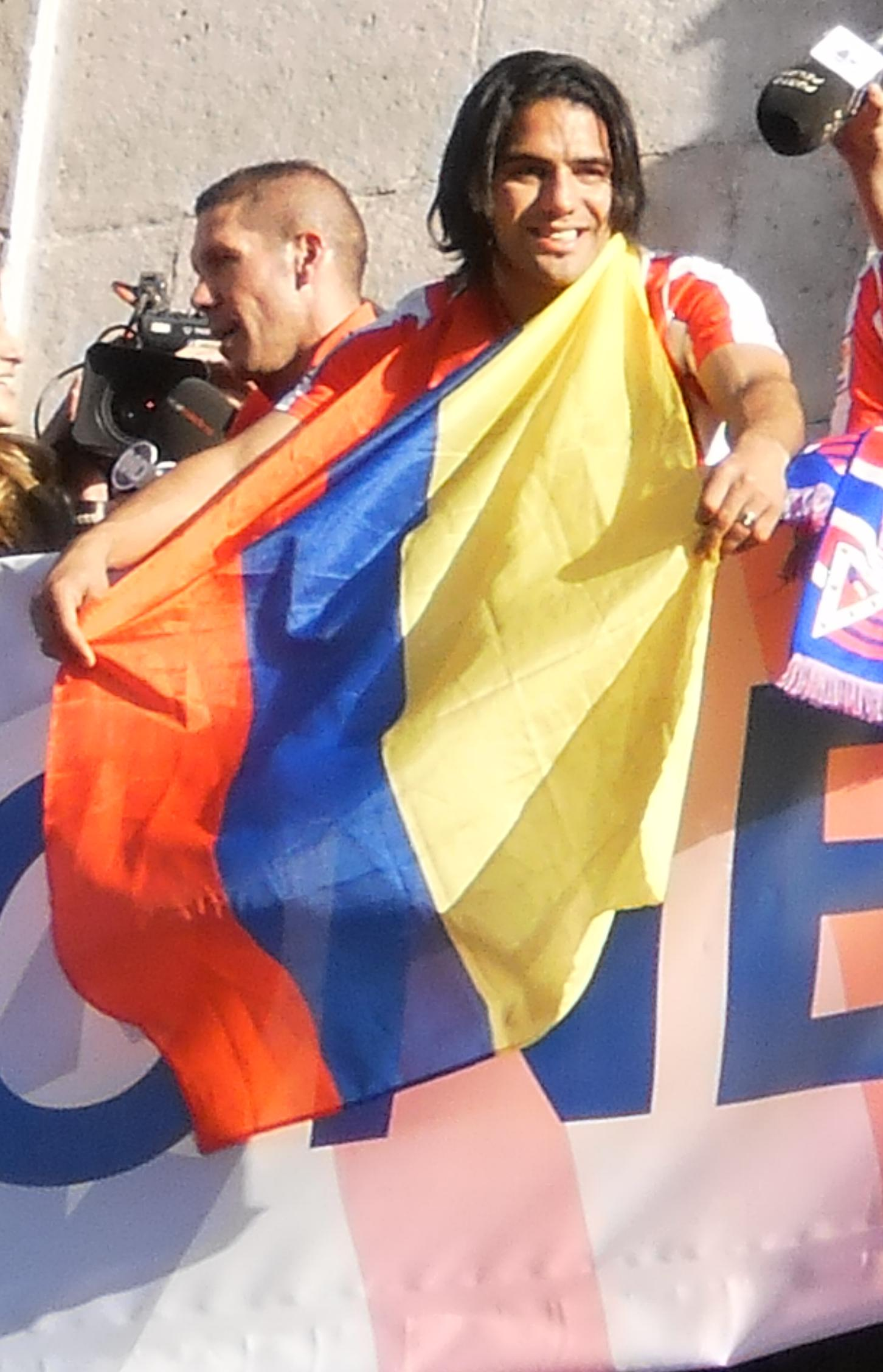
UEFAヨーロッパリーグ 2011-12での優勝を祝うファルカオ

- プリメーラ・ディビシオン : 1回 (2007-08 C)

FCポルト
- スーペル・リーガ : 1回 (2010-11)
- タッサ・デ・ポルトガル：2回 (2009-10, 2010-11)
- スーペルタッサ・カンディド・デ・オリベイラ : 3回 (2009, 2010, 2011)
- UEFAヨーロッパリーグ : 1回 (2010-11)

アトレティコ・マドリード
- コパ・デル・レイ : 1回 (2012-13)
- UEFAヨーロッパリーグ : 1回 (2011-12)
- UEFAスーパーカップ : 1回 (2012)

ASモナコ
- リーグ・アン : 1回 (2016-17)

### 代表
U-20コロンビア代表
- 南米ユース選手権 : 1回 (2005)

### 個人
- 南米ベストイレブン : 2007
- タッサ・デ・ポルトガル得点王 : 1回 (2009-10)
- UEFAチャンピオンズリーグベストゴール : 1回 (2009-10)
- UEFAヨーロッパリーグ得点王 : 2回 (2010-11, 2011-12)
- UEFAヨーロッパリーグ 決勝MOM : 2回 (2010-11, 2011-12)
- UEFAスーパーカップMOM : 1回 (2012)
- FIFA FIFPro World XI：1回 (2012)
- グローブ・サッカー・アワーズ（英語版） : 1回 (2012)
- リーグ・アン月間最優秀選手 : 2017年8月
- クープ・ドゥ・ラ・リーグ得点王 : 2017-18